# N-Klasse (1918)
Die N-Klasse war eine Klasse von sechs U-Booten der Regia Marina. Sie war eine Weiterentwicklung der Nautilus-Klasse.

## Baugeschichte
Die Boote der N-Klasse lehnten sich an die bereits vor Beginn des Ersten Weltkrieges in Dienst gestellten und ebenfalls vom Marineingenieur Curio Bernardis entworfenen Boote der Nautilus-Klasse an. Sie waren wie die beiden Nautilus-Boote für einen Einsatz in der Adria ausgelegt. Im  Vergleich zur Nautilus-Klasse besaßen die N-Boote aber nicht nur modernere Bordinstrumente, sondern auch eine deutlich größere Verdrängung. Zudem verfügten sie über eine Bordkanone.
Vier der sechs Boote wurden von der italienischen Marine bei der Ansaldo-Werft Sestri Ponente in Genua bestellt. Für zwei weitere erhielt die Tosi-Werft in Tarent den Auftrag. Alle sechs Boote wurden noch 1916 auf Kiel gelegt. Bei den Testfahrten stellte sich heraus, dass die zwei in Tarent gebauten und mit einem Tosi-Motor ausgestatteten Boote sowohl eine höhere Höchstgeschwindigkeit (13,6 kn) als auch einen etwas größeren Aktionsradius (1485 sm bei 8,5 kn) als die Ansaldo-Boote aufwiesen.
Mit dem bereits 1915 in Auftrag gegebenen Bau von 21 Booten der F-Klasse verfügte die italienische Marine bereits über eine ausreichende Anzahl von U-Booten, um die österreichischen Flottenbewegungen in der Adria unter Kontrolle zu halten. Aus dem Grund schritt der Bau der sechs Boote nur langsam voran, so dass vier Boote erst nach Ende des Krieges in Dienst gestellt wurden.
Die Boote der N-Klasse waren zwar technisch ausgereift, entsprachen aber bei ihrer Indienststellung nicht mehr den operativen Anforderungen eines auf die Adria beschränkten Seekrieges. Zudem waren die den Zweihüllenbooten von Cesare Laurenti nachempfundenen Boote technisch veraltet. Als Besonderheit wies die N-Klasse, wie die anderen von Bernardis entworfenen Boote gleicher Größe, zwei übereinanderliegende Bug-Torpedorohre auf. Auf diese Weise gelang es Bernardis seinen Booten mit einem schmäler gestalteten Bugbereich eine effizientere Stromlinienform zu verleihen.

## Boote der Klasse
| Boot | Bauwerft                | Kiellegung      | Stapellauf         | Indienststellung  | Verbleib                                 |
| ---- | ----------------------- | --------------- | ------------------ | ----------------- | ---------------------------------------- |
| N 1  | Ansaldo, Sestri Ponente | 1. März 1916    | 6. September 1917  | 20. Juli 1918     | Am 1. Oktober 1930 außer Dienst gestellt |
| N 2  | Ansaldo, Sestri Ponente | 1. März 1916    | 26. Januar 1918    | 15. Dezember 1918 | Am 1. Mai 1928 außer Dienst gestellt     |
| N 3  | Ansaldo, Sestri Ponente | 2. März 1916    | 27. April 1918     | 13. Oktober 1918  | Am 1. August 1935 außer Dienst gestellt  |
| N 4  | Ansaldo, Sestri Ponente | 2. März 1916    | 6. Oktober 1918    | 6. April 1919     | Am 1. August 1935 außer Dienst gestellt  |
| N 5  | Tosi, Tarent            | 24. August 1916 | 18. November 1917  | 12. Januar 1919   | Am 10. Juli 1929 außer Dienst gestellt   |
| N 6  | Tosi, Tarent            | 24. August 1916 | 20. September 1918 | 6. Juni 1919      | Am 1. August 1935 außer Dienst gestellt  |

Quellen

## Einsatzgeschichte

### N 1
Nach Abschluss der Testfahrten im Juli 1918 vor La Spezia, wurde die N 1 nach Brindisi verlegt. Von der Marinebasis Brindisi unternahm das Boot unter dem Kommando von Kapitänleutnant Francesco Cugia zwei Feindfahrten in den Gewässern vor Durazzo an der albanischen Küste. Anschließend wurde es in die von Italien besetzte albanische Hafenstadt Valona verlegt. Vom Stützpunkt Valona operierte die N 1 nachts in den albanischen Gewässern. Bis zum Kriegsende im November 1918 wurden so elf Unternehmungen durchgeführt. Danach wurde das Boot nach Tarent verlegt. Auf der Marinebasis Tarent verblieb es bis 1921 und kehrte danach nach La Spezia zurück. In den folgenden Jahren wurde die N 1 von der Marinebasis La Spezia aus für kurze Ausbildungsfahrten im Tyrrhenischen Meer genutzt. 1925 und 1926 nahm das Boot noch an den Seemanövern der italienischen Marine teil. Anfang 1927 wurde es der Marineakademie in Livorno als Ausbildungsboot zur Verfügung gestellt und am 1. Oktober 1930 schließlich desarmiert und außer Dienst gestellt.

### N 2bisN 6
Die Boote N 2 bis N 6 wurden in den Nachkriegsjahren vor allem als Ausbildungsboote unter anderem für die Seekadetten der Marineakademie in Livorno genutzt. Sie waren wechselweise auf den Marinestützpunkten La Maddalena auf Sardinien, La Spezia oder Tarent stationiert und unterstanden zeitweise dem Marinekommando in Messina. Allein die Boote N 2 und N 4 kamen zu zwei kurzen Einsätzen außerhalb Italiens, als sie im September 1923 zu den Marineeinheiten gehörten, die an der Besetzung Korfus durch das faschistische Italien beteiligt waren. Die N 4 unter Korvettenkapitän Armando Fumagalli operierte dabei am 12. September 1923 in den Gewässern vor Korfu gegen zwei griechische Schiffe, ohne dabei allerdings von den Bordwaffen Gebrauch zu machen. Die Boote der N-Klasse wurden zwischen 1928 und 1935 außer Dienst gestellt.